# Hrobka rodiny Wetekampů
Hrobka rodiny Wetekampovy je malou stavbou čtvercového půdorysu. Vnitřek mauzolea je zaklenut křížovou hřebínkovou klenbou s pilastrovým členěním stěn. Fasády jsou zdobeny bosáží. Hlavní průčelí je završeno trojúhelníkovým štítem s velkou reliéfní hlavou anděla. Na vrcholu kopulovité střechy je socha ženy s vavřínovou ratolestí.
Stavba je kamenná, zevně neomítnutá, stojí na parc. č. 183 v k.ú. Hlučín, poblíž evangelického kostela, na bývalém evangelickém hřbitově. Jako kulturní památka je evidovaná pod č. 41955/8-1374 . Jedná se o příklad doznívající romantické snahy zámožných vrstev, které v 19. století chtěly vyvolat iluzi moci někdejší feudální třídy napodobováním historických staveb.